# Hannan-Universität

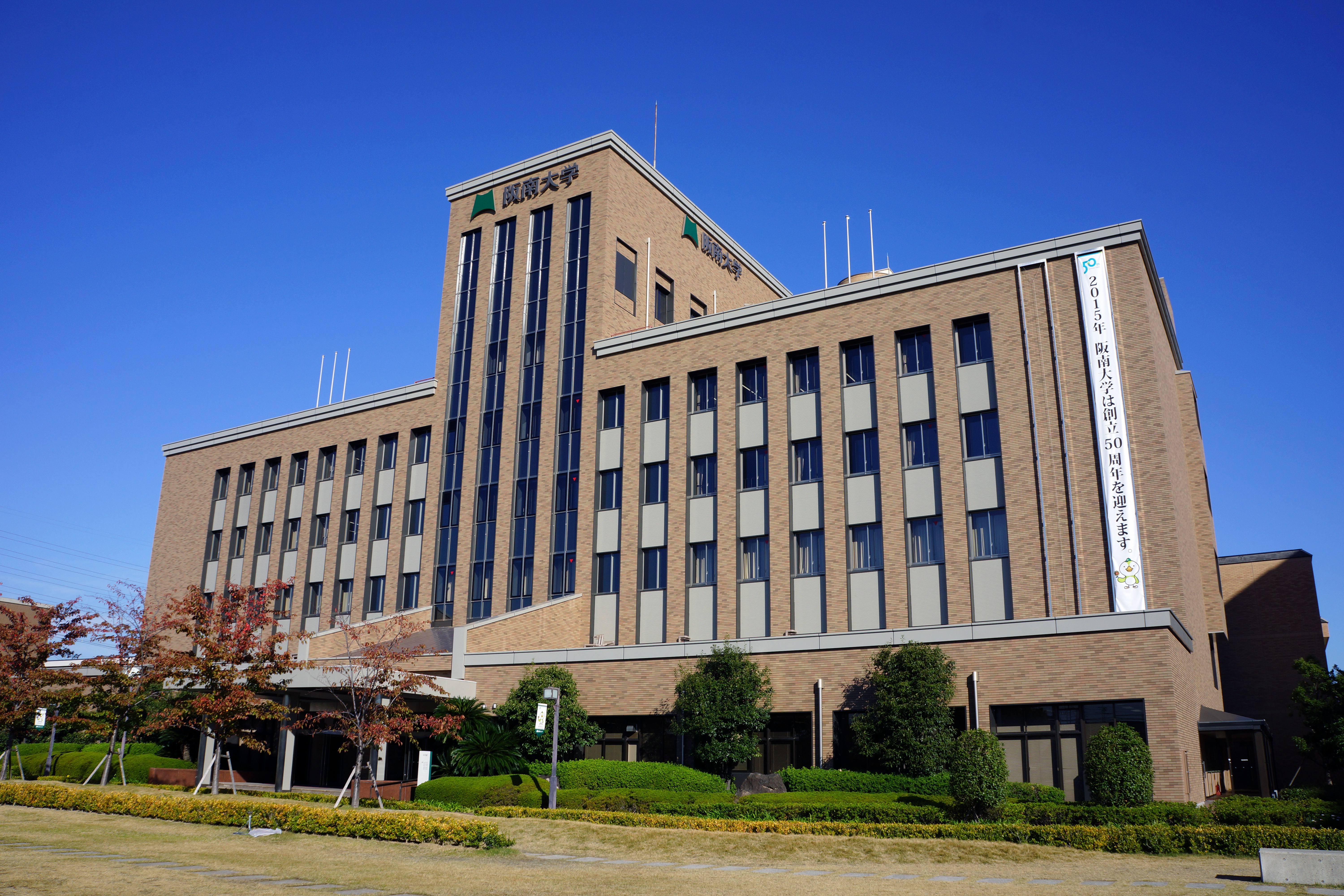
Hannan-Universität, Gebäude 06

Die Hannan-Universität (jap. 阪南大学, Hannan Daigaku, englisch Hannan University) ist eine japanische Privatuniversität in Matsubara in der Präfektur Osaka. Sie ist seit 1993 von der Japan University Accreditation Association (JUAA) anerkannt.

## Geschichte
Die Universität wurde 1965 mit der Fakultät für Handel (Faculty of Commerce) eröffnet, die 1996 in Fakultät für Wirtschaft (Faculty of Business) umbenannt wurde. In den Jahren 1972 und 1996 folgten mit Wirtschaftswissenschaften (Economics) und Information Management zwei weitere Fachbereiche. 1997 wurde die Fakultät für Internationale Kommunikation (International Communication) eröffnet. Der dort eingegliederte Fachbereich Internationaler Tourismus (International Tourism) wurde im Jahr 2010 als eigene Fakultät ausgegliedert. Zehn Jahre zuvor erhielt die Hannan-Universität eine Graduate School, in der akademische Grade (wie z. B. Master und Ph.D.) vergeben werden.
Nach Angaben der Universität litt der Hauptcampus in Matsubara lange Zeit unter Platzmangel. Die Situation änderte sich nach dem Umzug der High School im April 2002, als sich die Größe des Campus fast verdoppelte. Das darauf folgende Umbauprogramm wurde im Dezember 2004 abgeschlossen. Mit der Errichtung der Fakultät für Internationale Kommunikation wurde zudem im April 1997 der Südcampus eröffnet, zu dessen Einrichtungen u. a. eine Aula, eine Bibliothek und ein Sprachlabor gehören. Die Ausgliederung des Fachbereichs für Internationalen Tourismus in eigene Fakultät bedeutete auch deren Umzug auf den Hauptcampus. Seitdem ist am Südcampus ausschließlich die Fakultät für Internationale Kommunikation ansässig.

## Sonstiges
Mit The Hannan Ronshu. Journal of Hannan University veröffentlicht die Universität eine hauseigene wissenschaftliche Fachzeitschrift.
Zur Universität gehört auch eine Fußballmannschaft, aus der es zahlreiche Studenten später in den – asiatischen und teils auch europäischen – Profifußball geschafft haben. Die Spanne reicht von Nationalspielern (Ryang Yong-gi, Nordkorea) über Gewinner nationaler Meisterschaften wie Atsushi Kawata (Singapur, 2016), Keisuke Ogawa (Myanmar, 2016) und Yasuto Wakizaka (Japan, 2018 sowie 2020 und 2021) bis hin zu Meistern der japanischen J3 League wie Yūki Kagawa (2015), Ryō Wada (2018) und Sōya Fujiwara (2019).
Im Jahr 2018 lag der Anteil ausländischer Studenten bei 1,6 Prozent.
Aufgrund der COVID-19-Pandemie in Japan gestaltete die Universität im Nintendo-Spiel Animal Crossing: New Horizons eine Insel, auf der die Gebäude und Räumlichkeiten des Campus nachgebildet wurden, damit die 2021er-Absolventen der Hannan-Universität und der angeschlossenen Hannan Highschool digital ihren Abschluss feiern konnten.

## Bekannte Professoren
- Yoshihiro Niji,  Hegel-Forscher sowie Übersetzer und Herausgeber von dessen Vorlesungen zur Rechtsphilosophie[9]

## Bekannte Absolventen
- Yūki Fukaya (* 1982), Fußballspieler und Gewinner des J.League Cups 2008
- Kiyotaka Ishimaru (* 1973), Fußballspieler und Gewinner des Kaiserpokals 2002
- Atsushi Kawata (* 1992), Fußballspieler und u. a. Meister der S. League 2016
- Keisuke Ogawa (* 1986), Fußballspieler und Meister der Myanmar National League 2016
- Kazuma Yamaguchi (* 1996), Fußballspieler und Gewinner der AFC Champions League 2018
- Ryang Yong-gi (* 1982), Fußballspieler und Nationalspieler Nordkoreas
- Yasuto Wakizaka (* 1995), Fußballspieler und u. a. Meister der J1 League 2018, 2020 und 2021